# Mentzelia veatchiana
Mentzelia veatchiana är en brännreveväxtart som beskrevs av Albert Kellogg. Mentzelia veatchiana ingår i släktet Mentzelia och familjen brännreveväxter. Inga underarter finns listade i Catalogue of Life.